# William Randolph Hearst
William Randolph Hearst (San Francisco, Kalifornija, 29. travnja 1863. – Beverly Hills, 14. kolovoza 1951.) bio je američki političar i vlasnik novina. Bio je sin Georgea Hearsta.
Njegova posvećenost američkom novinskom svijetu donijela mu je bogatstvo. Izgradio je „Hearst Castle” nedaleko San Simeona u Kaliforniji gdje se družio s tadašnjim poznatim zvjezdama, npr. s Charlijem Chaplinom i Mary Pickford. Nije štedio na novcu za uređenje Hearst Castlea: zidovi unutrašnjeg bazena bili su obloženi zlatom, vanjski bazen izgrađen je u rimskom stilu, s mramornim podovima i skupim antikvitetima iz svih krajeva svijeta. 
Navodno je William Randolph Hearst inspirirao Orsona Wellesa za glavni lik iz filma Građanin Kane (Citizen Kane, 1941.), što je Hearsta vrlo razljutilo. Palača iz filma Xanadu mogla je vrlo lako biti Hearst Castle. Upravo kao što je Kane napravio, pokušao je i Hearst od svoje netalentirane ljubavnice napraviti zvijezdu na filmu i u kazalištu. Građanin Kane je također bio bez skrupula kada je trebao napraviti senzaciju ili pozivati na rat u svojim novinama, baš kao i medijski mogul Hearst.[nedostaje izvor]
Njegovu unuku Patriciju Hearst otela je 1974. godine američka teroristička organizacija SLA (Symbionese Liberation Army) koja joj je navodno isprala mozak i nagovorila je na sudjelovanje u pljački banke. Tom je prigodom uhićena, ali ju je djelomično pomilovao Jimmy Carter, a kasnije do kraja Bill Clinton. Vjeruje se da je to[što] bila posljedica Stockholmskog sindroma.